# Genealogisches Handbuch der baltischen Ritterschaften
Das Genealogische Handbuch der baltischen Ritterschaften ist ein genealogisches Nachschlagewerk. Es enthält Angaben zu adligen Personen, die in einer der baltischen Ritterschaften immatrikuliert sind bzw. waren.

## Erste Folge ab 1929
Im Zeitraum 1929 bis 1939 erschienen unter dem Namen Genealogisches Handbuch der baltischen Ritterschaften beim Verlag für Sippenforschung und Wappenkunde C. A. Starke in Görlitz mehrere Bände. Inhaltlich erfolgte eine Gliederung nach den einzelnen Ritterschaften.
Die Bearbeiter weisen auf Unzulänglichkeiten ihrer Quellen hin und bitten die Leser um Mithilfe, auch durch Zusendung von Originalunterlagen.

### Teil Livland
Der Teil Livland, auch Genealogisches Handbuch der livländischen Ritterschaft, wurde herausgegeben vom Verband des livländischen Stammadels und bearbeitet von Astaf von Transehe-Roseneck.
- Band 1: Lfg. 1–9 1929[2]
  - Aderkas, Akerman, Anrep, Blanckenhagen, Bock a.d.H. Lachmes, Boltho von Hohenbach, Brackel, Brasch, Bruemmer, Campenhausen, Ceumern, Dehn, Engelhardt, Fölkersahm, Freymann a.d.H. Nursie, Freytag von Loringhoven, Glasenapp, Grote, Jarmersted, Klot a.d.H. Heydenfeld, Koskull, Krüdener und Krüdener-Struve, Lilienfeld und Lilienfeld-Toal, Löwis of Menar, Maydell, Meyendorff (Uexküll), Mellin, Mensenkampff, zur Mühlen, Nolcken, Oettingen, O’Rouke, Pahlen, Richter, Rohland, Roth, Rücker, Samson-Himmelstjerna, Sivers, Staël von Holstein, Strandmann, Stryk, Tideböhl, Ulrichen, Vegesack, Vietinghoff und Vietinghoff-Scheel, Völkersahm, Wahl, Wolff, Wulf, Zeddelmann
- Band 2: Lfg. 1–4
- Band 3: Lfg. 1–7 1929[3]

### Teil Estland
Der Teil Estland, auch Genealogisches Handbuch der estländischen Ritterschaft, erschien im Auftrage des estländischen Stammadels, bearbeitet von O. M. von Stackelberg. Er wird auch als Band Estland, und dessen Untergliederungen als Teile, bezeichnet
Laut Vorwort ist die Darstellung der Geschlechter jeweils zweigeteilt: Im ersten Teil werden Ursprung, Einwanderung, Wappen und Nobilitierung besprochen, der zweite Teil enthält die Stammfolgen ab ca. 1800. Die Aufteilung auf die drei Bände ist im „Verzeichnis der zur estländischen Ritterschaft gehörenden Geschlechter“ dargestellt. Diese Aufteilung ist nicht rein alphabetisch.
- Band 1 und 2: 1930[7]
  - Band I: 9 Lieferungen, S. I–XVI und 1–728[8]
    - Bremen, Budberg, Buxhoeveden, Clodt von Jürgensburg, Derfelden, Engelhardt, Essen, Fersen, Hastfer, Howen, Kursell, Maydell, Wolfframsdorff, Pahlen, Patkul, Rehbinder, Rosen, Saltza (Salza), Scharenberg, Schulmann, Stackelberg, Staël von Holstein, Taube, Tiesenhausen, Toll, Ungern-Sternberg, Üxküll, Üxküll-Gyllenband, Meyendorff a.d.H. Üxküll, Vietinghoff, Wrangell, Engdes, Löwenwolde, Zoege von Manteuffel, Manteuffel, Aderkas, Albedyll, Bellingshausen, Berg, Bock a.d.H. Suddenbach, Dücker, Ermes, Koskull, Lode, Löwen, Mellin, Paykull, Plater, von dem Broel gen., Schlippenbach, Stryk

  - Band II[9]
    - Lfg. 1[10]
    - Baggehufwudt, Baranoff, Bistram, Fock, Gruenewaldt, Helffreich, Igelstrom, Kaulbars, Knorring, Krusenstiern (Krusenstjerna), Lilienfeld, Löwenstern, Löwis of Menar, Mohrenschildt, Nasackin, Nieroth, Pilar von Pilchau, Ramm, Rosen, Rosenbach, Staal, Stenbock, Straelborn, Wetter-Rosenthal, Wrede, Bock a.d.H. Lachmes, Brandt a.d.H. Pühajöggi, Broemsen, Fischbach, Gersdorff, Grahmann, Graß a.d.H. Wittenpöwel, Grotenhielm, Klick, Klugen, Köhler, Lantingshausen, Löschern v. Herzfeld, Müller a.d.H. Kunda, Nolcken, Pistohlkors, Pohlmann, Pröbsting, Raß, Richter, Ritter, Ruden, Schwengelm, Silberarm, Ulrich a.d.H. Bremenhof Ruil, Wachtmeister, Wangersheim, Wartmann, Waßmann, Wolffeldt
- Band 3: 1930[11]
  -     - Antropoff, Arnold, Barlöwen, Baer Edle von Huthorn, Baumgarten, Behr, Benckendorff, Bodisco, Brevern, Bunge, Clapier de Colongue, Cube, Dehn, Dellingshausen, Delwig, Gernet, Girard de Soucanton, Hagemeister, Harpe, Hoyningen (Hoiningen) gen. Huene, Hunnius, Keller, Keyserling, Korff, Kotzebue, Krause, Lueder, Middendorff, Zur Mühlen, Mühlendahl, Neff, Nottbeck, Peetz, Rausch von Traubenberg, Rehren, Rennenkampff, Renteln, Samson-Himmelstjerna, Schilling, Stackelberg, Steinheil, Schonert, Schubert, Schwebs, Seidlitz a.d.H. Söttküll, Schwebs, Pröbsting, Seidlitz a.d.H. Waetz, Wahl, Weiß, Wendrich, Weymarn, Wistinghausen, Wolkonski, Urpshofen

### Teil Kurland
Der Teil Kurland, auch Genealogisches Handbuch der kurländischen Ritterschaft, wurde herausgegeben vom Verband des kurländischen Stammadels, bearbeitet von Archivdirektor Oskar Stavenhagen, Wedig Baron von der Osten-Sacken und Heinrich von zur Mühlen.
- Band 1[13]
  - Lfg. 1 Ascheberg u. Ascheberg-Kettler, Bagge af Boo, Bienemann von Bienenstamm, Brüggen, Drachenfels, Fircks
  - Lfg. 2 Fircks, Grandidier, Holtey, Hoerner, Meerscheidt gen. Hüllessem, Keyserlingk, Przezdziecki, Recke
  - Lfg. 3 Recke, Reibnitz, Seefeld, Simolin, Stackelberg, Witten, Brevern, Bönninghausen gen. Budberg - Engelhardt
  - Lfg. 4 Engelhardt, Fölkersam, Freytag genannt Löringhoff, Funck, Gohr, Haaren, Howen
  - Lfg. 5 Howen, Komorowski, Koskull, Kutaissow, Manteuffel gen. Szöge
  - Lfg. 6 Klüchtzner, Lysander, Nolcken, Nolde, Oelsen, Schlippenbach
  - Lfg. 7 Schlippenbach, Arseniew, Bistram, Boetticher, Maydell, Mirbach
  - Lfg. 8 Mirbach, Hoyningen gen. Huehne, Pahlen, Saß
- Band 2[14]
  - Lfg. 9 Bach, Derschau, Landsberg, Orgies, gen. Rutenberg, Rennenkampff, Rahden[15]
  - Lfg. 10 Rahden, Kleist, Behr[16]
  - Lfg. 11 Behr, Hahn, Balugjansky[17]
  - Lfg. 12 Wassiltschikow, Buchholtz, Ropp[18]

### Teil Oesel
Der Teil Oesel, auch Genealogisches Handbuch der Oeselschen Ritterschaft, wurde bearbeitet von Nicolai von Essen. Es enthält folgende Familien:
- Aderkas, Berg a.d.H. Carmel, Clausholm u. Müllershof, Bradke, Buhrmeister, Buxhoeveden, Cube, Ditmar, Eck (Ekesparre), Freytagh-Loringhoven, Güldenstubbe, Hahn, Harten, Heller, Hoyningen-Huene, Lingen, Moeller, zur Mühlen, Nolcken, Osten-Sacken, Peetz, Poll, Rehekampff, Rehren, Rennenkampff, Saß, Schmidt, Sengbusch, Stackelberg, Toll, Tunzelmann (Tunzelmann, Edle v. Adlerflug), Vietinghoff, Wardenburg, Weymarn (Barclay de Tolly-Weymarn), Wolff.

### 1960er
In den 1960er Jahren erschienen zwei Teile zu Livland im Verlag der Sippenforschung und Wappenkunde C. A. Starke:
- 1963 Tl. Livland. / Personenregister. / Bd. 1, 107 S.[20]
- 1961 Tl. Livland. / Personenregister. / Bd. 2, 94 S.[21]

## Neue Folge ab 2011
Seit 2011 erscheint in Anknüpfung an die erste Folge unter Herausgeberschaft des Verbandes der Baltischen Ritterschaften jährlich ein Genealogisches Handbuch der Baltischen Ritterschaften (Neue Folge). Eine Gliederung nach den vier Ritterschaften und eine Unterteilung nach Ständen (Grafen, Freiherrn und Adelige Häuser) erfolgt bei der neuen Folge nicht.